# Jonny rettet Nebrador
Jonny rettet Nebrador ist ein deutscher Spielfilm aus dem Jahr 1953 mit Hans Albers in der Hauptrolle. Rudolf Jugert inszenierte den nach dem Roman Manuel erkennt seine Macht von Karl Lerbs entstandenen Abenteuerfilm. 

## Handlung
Jonny hat ein großes Herz und wenig Geld; als blinder Passagier ist er unterwegs nach Marangoni, wo er eine kleine Ranch geerbt hat. Er wird jedoch entdeckt und am Strand von Nebrador ausgesetzt. In der Hafenstadt Curacos wird er verhaftet und stellt fest, dass der Militärgouverneur Oronta ihm zum Verwechseln ähnlich sieht. Da dieser einen Putsch plant, ist er froh, nun ein Double zu haben, das Angriffe auf sich zieht. Jonny wird in Uniform gesteckt und unterwiesen.
Als Oronta trifft er Marina, die Verlobte von Leutnant Dacano; dieser wiederum hat den Regierungsauftrag erhalten, Oronta zu stoppen. Marina durchschaut das Doppelspiel und wird die Komplizin Jonnys. Beide versuchen, die Beweise für den geplanten Putsch in die Hauptstadt zu bringen; Jonny wird jedoch für Oronta gehalten, verhaftet und zum Tode verurteilt. In letzter Sekunde entlarven sie den wahren Verräter; Jonny wird als Retter Nebradors gefeiert. Er zieht jedoch seine Ranch vor.

## Produktionsnotizen
Der „Abenteuerfilm mit Western-Elementen“ wurde im Atelier der Bavaria Film in Geiselgasteig produziert. Die Außenaufnahmen entstanden in Senigallia, Rimini und Ancona.
Es werden folgende Lieder gesungen: So wie der Wind durch die Prärie (Hans Albers), Ich bin die schwarze Lou (Trude Hesterberg) und Ihr kennt doch Ramona (Margot Hielscher).
Am 24. November 1953 war in Frankfurt am Main die Uraufführung.

## Kritik
„Beinahe hätten wir einen Film, in dem Albers sich selbst parodiert. Aber es ist nicht so einfach, den typischen Albers-Film zu parodieren, wenn man gleichzeitig einen typischen Albers-Film machen will“, befand Gunter Groll. Das Lexikon des internationalen Films urteilt: „Als Abenteuerfilm zu schwerfällig, als politische Persiflage zu geistlos, ist der Film durch Albers’ ruppigen Charme doch recht unterhaltsam.“

„... es ist eine runde Sache geworden, die zweifellos ihren Weg machen wird. Hans Albers, gewiß nicht neu in seinen Mitteln, steht in diesem Genre immer noch einsam da. Die Aufgabe bleibt, diesen großartigen Volksschauspieler an wichtige, gemäße Aufgaben heranzuführen, die ihm abermals den entscheidenden Absprung ermöglichen. Wie damals, als er auf der Bühne in Brückners "Verbrechern", nach einem Jahrzehnt falscher Nutzung, entscheidend ins Rampenlicht trat.“